# Ribera de l'Ebre a Flix
L'Espai Ribera de l'Ebre a Flix és un Espai d'interès natural de Catalunya que inclou els riberals del riu Ebre entre Riba-roja i Flix i presenta sistemes naturals de característiques molt semblants a les illes de l'Ebre.

## Biodiversitat
En aquest Espai, gràcies a l'aigua circulant del riu Ebre, a l'aigua del subsol, a la humitat més elevada i a la frescor ambiental, es donen les condicions òptimes per a l'aparició d'una biodiversitat totalment diferenciada de la resta del seu entorn. Així doncs, a causa de la seva singularitat ecològica, els elements més destacats que s'hi troben són: la vegetació de ribera, les poblacions d'aus i la presència d'invertebrats rars que l'alberguen.

### Vegetació i flora
A les riberes la vegetació és dominada pels canyissars (Typho Schoenoplectetum glauci). També s'hi troben alberedes denses amb àlbers (Populus alba) com a espècie principal.

### Fauna
En aquest Espai hi nidifiquen vertebrats interessants, com ara el milà negre (Milvus migrans), l'arpella vulgar (Circus aeruginosus) o el martinet menut (Ixobrychus minutus). A banda dels ocells reproductors, l'Espai i, sobretot, la Reserva Natural de Sebes, a Flix, constitueix un punt molt important de repòs d'ocells migratoris, com les boscarles de canyar (Acrocephalus scirpaceus), el rossinyol bord (Cettia cetti) o la boscarla dels joncs (Acrocephalus schoenobaenus). Pel que fa a la fauna ictiològica, cal assenyalar la presència d'algunes espècies interessants de peixos, com la saboga (Alosa fallax), la madrilla (Chondrostoma toxostoma), el llopet (Cobitis paludicola), la bagra (Leuciscus cephalus), la bavosa (Blennius fluviatilis) i l'anguila (Anguilla anguilla). Dels invertebrats, val la pena subratllar la presència a les riberes de dos mol·luscs bivalves molt interessants: la nàiade auriculada (Margaritifera auricularia) i la nàiade allargada de l'Ebre (Unio elongatulus).

## Impactes i vulnerabilitat
Pel que fa als impactes, cal remarcar la presència d'espècies introduïdes com la tortuga de florida (Trachemys scripta elegans), la perca americana (Micropterus salmoides) o el musclo zebra (Dreissena polymorpha), amb els consegüents danys que poden causar sobre la fauna autòctona. Cal no menystenir, tampoc, la forta contaminació de les aigües de l'Ebre que té lloc a Flix, a conseqüència de les indústries que hi són presents.
Pel que fa a vulnerabilitat cal destacar la dinàmica fluvial, amb variacions fortes del cabal, provoca canvis constants a les riberes i les fa vulnerables, la qual cosa afecta de retruc la vegetació i fauna que contenen.